# Boyka: Undisputed IV
Boyka: Undisputed − amerykański film fabularny z 2017 roku, wyreżyserowany przez Todora Chapkanova.